# Griffinia paubrasilica
Griffinia paubrasilica är en amaryllisväxtart som beskrevs av Pierfelice Ravenna. Griffinia paubrasilica ingår i släktet Griffinia och familjen amaryllisväxter. Inga underarter finns listade i Catalogue of Life.